# ジャワクマタカ
ジャワクマタカ (Nisaetus bartelsi) は、鳥綱タカ目タカ科クマタカ属に分類される鳥類。

## 分布
インドネシア（ジャワ島）固有種

## 形態
全長56 - 61センチメートル。背や翼・尾羽は濃褐色、下面は淡褐色。後頭には黒褐色の冠羽が発達する。嘴の基部から頸部へ向かう斑紋（顎線）は黒褐色。喉から胸部は濃褐色の縦縞、体側面や腹部・尾羽基部を被う羽毛（下尾筒）・人間でいう足の甲（ふ蹠）を覆う羽毛には褐色の横縞が入る。
虹彩は黄色。嘴は黒い。
卵は長径60 - 69.9ミリメートル、短径42 - 53.8ミリメートル。幼鳥は全身が橙色で、冠羽もあまり発達しない。翼の羽毛の外縁（羽縁）が淡褐色で、腹部などには横縞が入らない。虹彩は灰褐色。

## 分類
以前は旧クマタカ属Spixaetusに分類されていた。2007年にミトコンドリアDNAのシトクロムb制御領域の分子系統解析から、本種やクマタカを含む東アジアから東南アジアに分布する構成種をクマタカ属Nisaetusへ分割する説が提唱された。

## 生態
標高200 - 1200メートルの低山地にある熱帯雨林に生息する。
クマネズミ属・ハイガシラリス属(Callosciurus)などの齧歯類、コウモリ類、コモンツパイ(Tupaia glis)などのツパイ科・ジャワルトン(Trachypithecus auratus)・カニクイザルの幼獣・スカンクアナグマ(Mydaus javanensis)・ジャワマメジカ(Tragulus javanicus)・マレーヒヨケザルなどの哺乳類、ジャワミヤマテッケイ(Arborophila javanica)・ガマグチヨタカ類(Batrachostomus javensis)・ミフウズラ・アオゲラ属(Picus)・キジバト属(Streptopelia)・シロガシラ属(Pycnonotus)などの鳥類、ヘビ・アガマ科・トカゲ科などの爬虫類を食べた例がある。
繁殖様式は卵生。周年繁殖するとされるが、主に1 - 7月に繁殖する。斜面にある常緑樹の大木に巣を作る。1回に1個の卵を産む。抱卵期間は47 - 48日。雛は孵化してから60 - 70日で巣立つとされる。

## 人間との関係
本種の形態がインドの神話に登場する鳥であるガルダに似ているとして、1993年にインドネシアの国鳥に指定されている。
開発による生息地の分断・破壊、ペット用や剥製用の乱獲などにより、生息数は減少している。インドネシア政府と国際的・生息地のNGOによる保護活動、日本と生息地の研究者による合同調査などが進められている。1979年に旧タカ目Falconiformes単位で、ワシントン条約附属書IIに掲載されている。

## 画像

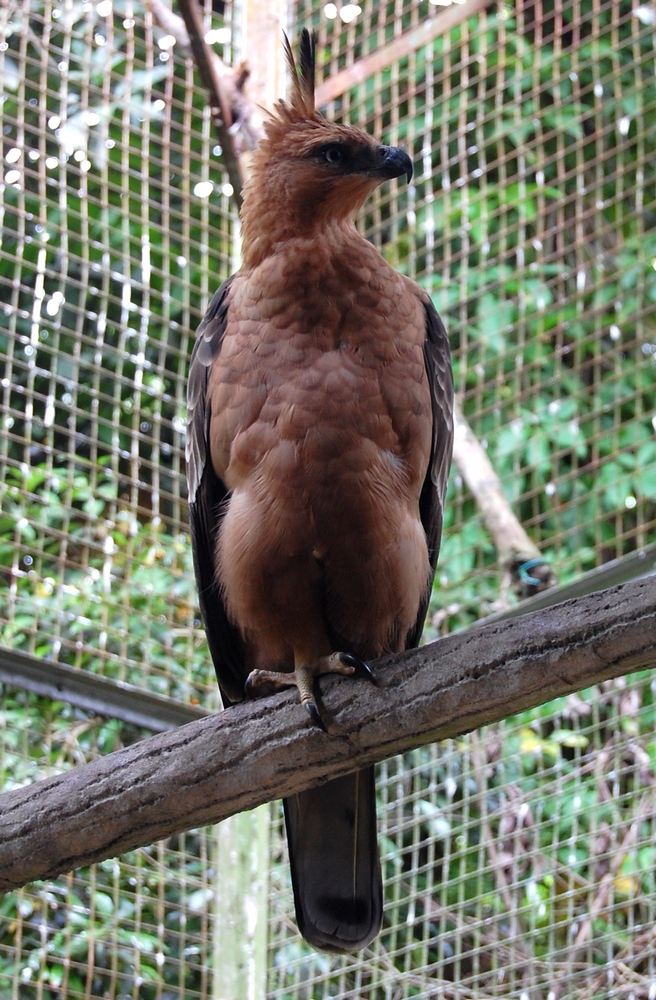
幼鳥